# Buitenhof (Den Haag)

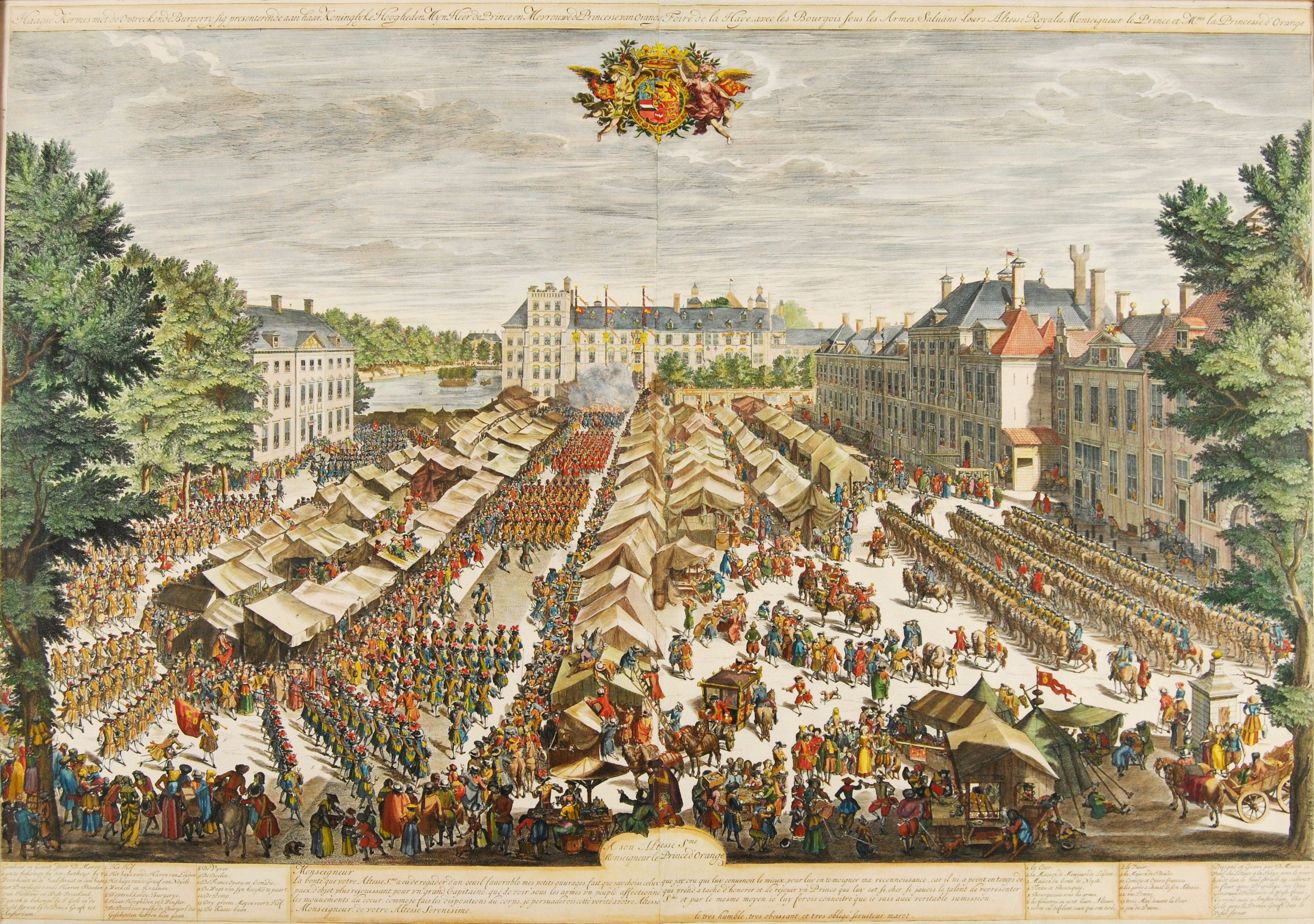
Kermis op het Buitenhof (1686)

Het Buitenhof is een plein in Den Haag en grenst aan het Binnenhof. Het is samen met het Binnenhof opgenomen in de Top 100 van de Rijksdienst voor de Monumentenzorg.

## Geschiedenis

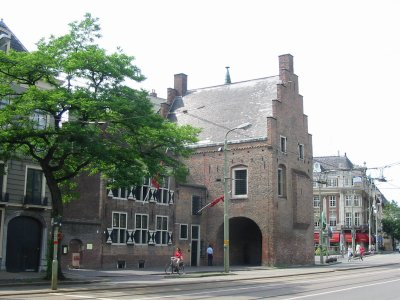
Gevangenpoort, gezien vanaf het Buitenhof

Al in de 13e eeuw, als het Binnenhof wordt gebouwd, staan er huizen en stallen op het Buitenhof, en onder de graven Willem IV en Willem V werden er tussen 1344 en 1358 enkele leeuwen gehouden, geschonken door de graaf van Gelre. Tijdens graaf Aalbrecht (1358-1404) was er zelfs een kleine dierentuin. Het waren vooral valken en andere roofvogels, die daar voor de jacht gehouden werden. Later werden ook jachthonden gehouden.

Het Buitenhof wordt voor de veiligheid omgracht en in de 15e eeuw ommuurd. Mensen die niet direct bij het hof horen, wonen daarbuiten, om de Plaats, aan de Lange Vijverberg en langs de Hofvijver. De toegangen van het Buitenhof zijn het Binnenhof, de Gevangenpoort, de Hofsingel (genoemd sinds 1613) en de Halstraat (tot 1882: Gasthuissteeg), een straatje dat het Buitenhof met Dagelijkse Groenmarkt verbindt.

In 1814 komt er een vierde toegang als de Gravenstraat wordt aangelegd. In 1885 wordt de Passage gebouwd en ontstaat er nog een toegang.
De verkeersdrukte neemt toe, en gaat tot 1924 voornamelijk door de poort. Op aanraden van architect Berlage worden in 1923 de huizen, die tegenover de Gevangenpoort langs de Hofvijver staan, afgebroken, inclusief de deftige Sociëteit de Plaats Royaal, die naar het Lange Voorhout 40 verhuist. Dit geeft ruimte voor de aanleg van een verkeersweg langs de vijver, zodat het verkeer van de Kneuterdijk naar het Spui kan gaan zonder onder de Gevangenpoort door te rijden. Deze weg wordt wel Vijverdam genoemd, maar dat is géén officiële straatnaam.

### Tramgeschiedenis
In 1887 gaat er een paardentramlijn over het Buitenhof rijden. Omdat de Gevangenpoort te krap is en de Hofweg er nog niet was, reden de trams dóór het Binnenhof naar het Plein. Lijn C en D reden hier. In 1906/1907 werden dit de elektrische lijn 3 & 4. Ook zij reden dóór het Binnenhof. Pas in 1924 werd het Binnenhof verlaten. In 1919 nam lijn 13 (3e) dit deel van lijn 4 over en reed dus ook via Buitenhof en Binnenhof. Lijn 3 reed tot 1976 via Buitenhof en Lange Vijverberg, en daarna tot 2004 over het Buitenhof en daarna via de Hofweg en Kalvermarkt. Het gedeelte naast de Hofvijver kent pas sinds 1924 trams; toen ging lijn 3 daar rijden, in plaats van via het Binnenhof. In 1927 en 1928 volgden lijn 8 en 9, die sindsdien niet meer via het Plein reden. Lijn 9 werd verlegd in 1983, en lijn 8 werd in 2003 overgenomen door lijn 1 (3e). Tussen 1940 en 1961 reed ook lijn I-2 (Gele Tram) naar Wassenaar en Leiden over het Buitenhof naast de Hofvijver. In 2022 rijden lijn 1(3e), 15(6e), 16, en 17(5e) over (een deel van) het Buitenhof.

## Op en om het Buitenhof

#### Gebouwen
- Nummer 19 werd gebouwd in de tweede helft van de 18de eeuw. Het was de hoofdwacht van het garnizoen en werd verbouwd van 1897-1900. Daarna was het tot 1963 een politiebureau. Nu is er een restaurant.
- Nummer 20 Restaurant Des Deux Villes, de naam staat met gouden letters op de gevel en gaat terug op het logement van Alkmaar en Enkhuizen. In 1935 vestigde zich er een Cineac, later werd het een Pathé-bioscoop. In 2010 werd op de begane grond weer een restaurant geopend.
- Nummer 21 t/m 24 zijn samengevoegd achter één gevel van elf vensterassen, maar intern grotendeels van oudere datum:
  - Nummer 21 was vanaf 1639 het “Grote Logement der Heren van Leiden” en werd toen verbouwd door Arent van 's-Gravesande. Na in 1731 nogmaals te zijn verbouwd, werd het in 1807 aangekocht door Sociëteit de Besognekamer, opgericht eind achttiende eeuw als plaats waar gelijkgestemden discussieerden over politiek. Tegenwoordig is de sociëteit een bridgeclub.
  - Nummer 22 dateert eveneens uit de zeventiende eeuw en werd in 1849 aangekocht door Sociëteit de Besognekamer, als uitbreiding van hun sociëteitsgebouw. In 1867 werd het gebouw, samen met de eveneens aangekochte nummers 23 en 24, uiterlijk en innerlijk verbouwd om een geheel met nummer 21 te vormen. De begane grond wordt verhuurd aan een McDonald's restaurant.
- Nummer 33 is de Gevangenpoort die van 1420 tot 1828 als gevangenis is gebruikt. Tegenwoordig is het een museum met onder meer straf- en martelwerktuigen.
- Nummer 34 is het museum Galerij Prins Willem V, dat in 1774 opende als eerste openbare museum in Nederland.

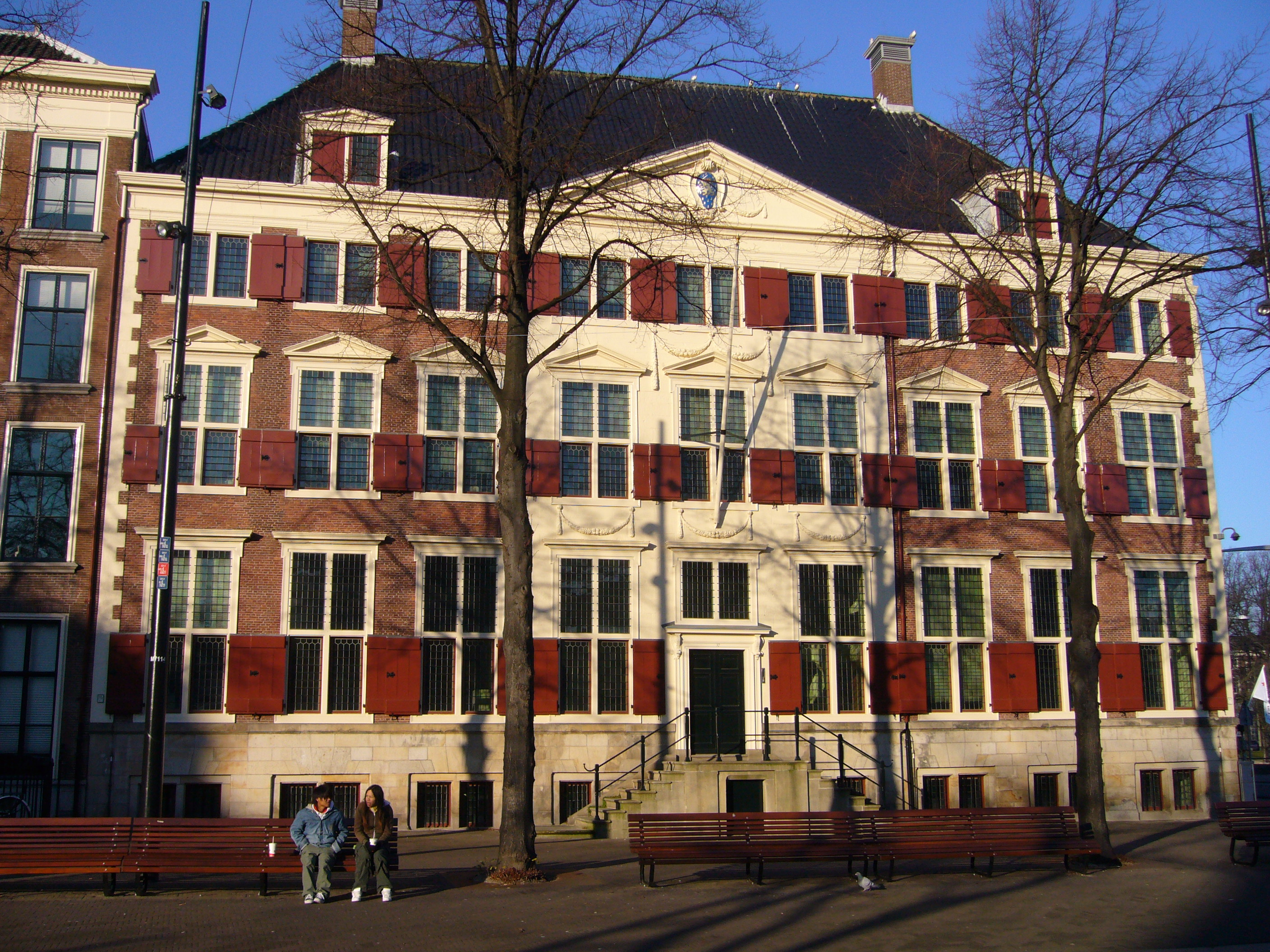
Vijverhof of Noyelleshuis uit 1642

- Nummer 37 heet tegenwoordig Vijverhof. Het huis uit 1642 heeft rode luiken en wordt soms het Noyelleshuis genoemd. Achter de Vijverhof staat het voormalige Valkenhuis, oorspronkelijk gebouwd in 1467. In de 19e eeuw werd het gebruikt als stallingsplaats voor de hofrijtuigen, totdat ze in 1877 naar de Koninklijke Stallen kunnen worden overgeplaatst. Van 1945 tot 1971 werd het gebruikt door de Rijkspapiervernietiging, die toen naar Apeldoorn verhuisde. In 2006 werd het Valkenhuis andermaal gerenoveerd, waarbij een nieuwe toegang werd gerealiseerd onder de Galerij Prins Willem V, op nummer 34.
- Nummer 38 was sinds 1876, samen met nummer 37, het Kadaster (de Scheepsbewijzen en de Verificateur Invoerrechten en Accijnzen).
Voor het huis is een stoephekje uit 1761. Tijdens de restauratie in 1975 is het verbreed van 2-ramen breed naar 3-ramen breed (het derde raam, tegen nr 37, was voorheen een deur).
- Nummer 39-42 is Hotel Corona gevestigd in drie panden uit de 17e eeuw.

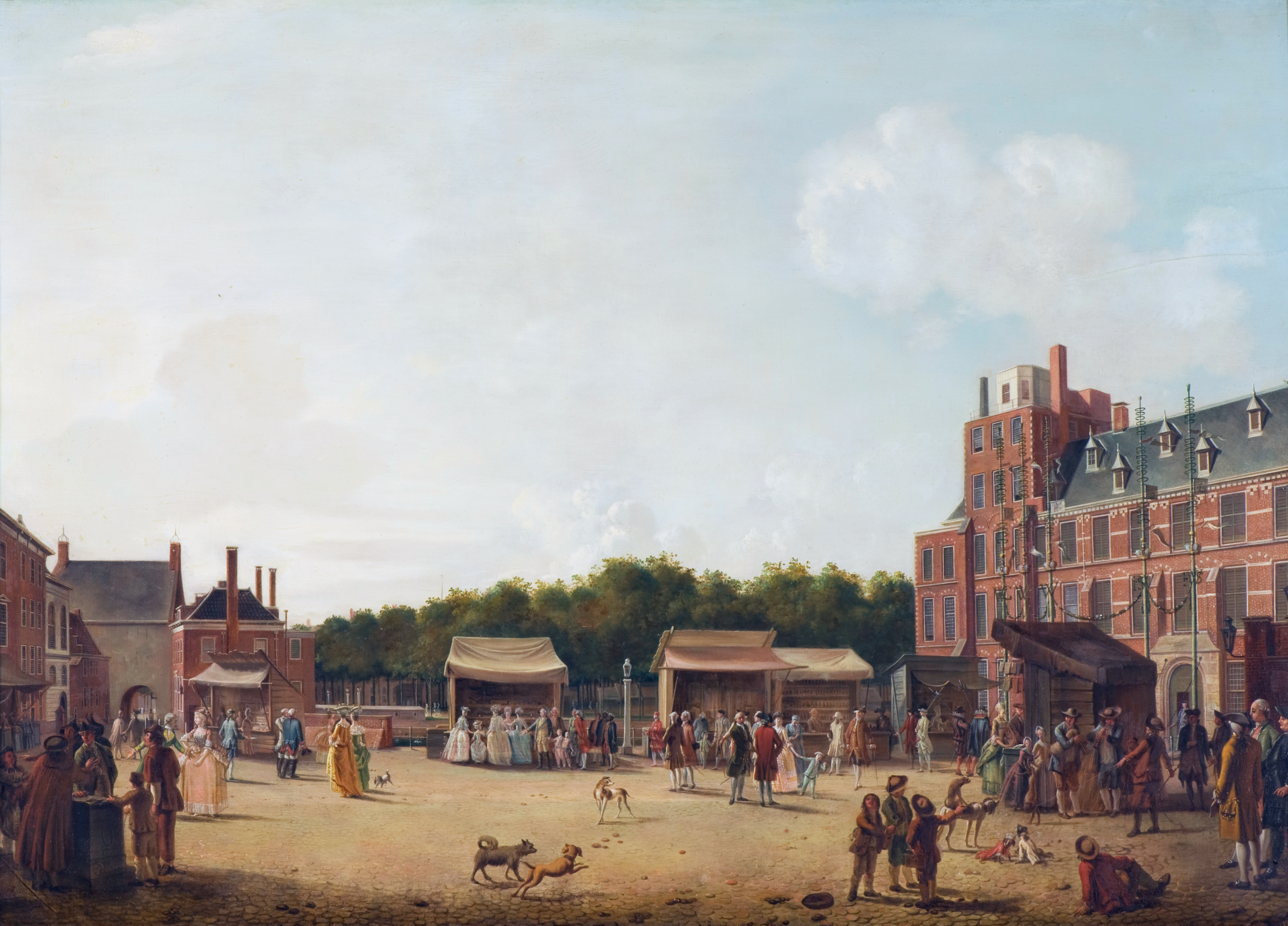
Hendrik Pothoven: Kermis op het Buitenhof, 1781
Links de Gevangenpoort, rechts het Binnenhof. In het midden staat prins Willem V met zijn gezin.

#### Kermis
Vanaf 1394 was er kermis op het Buitenhof en de Lange Vijverberg en het Lange Voorhout. In 1887 werd de kermis onder druk van kerkgenootschappen verboden, in navolging van andere steden. Dat leidde onder andere tot het Kermisoproer in Amsterdam. Lang heeft dit verbod niet stand gehouden, want even voor de eeuwwisseling kwam de kermis terug; nu in de Haagse dierentuin, onder het mom van 'voorjaarsfeesten'.

#### Standbeeld

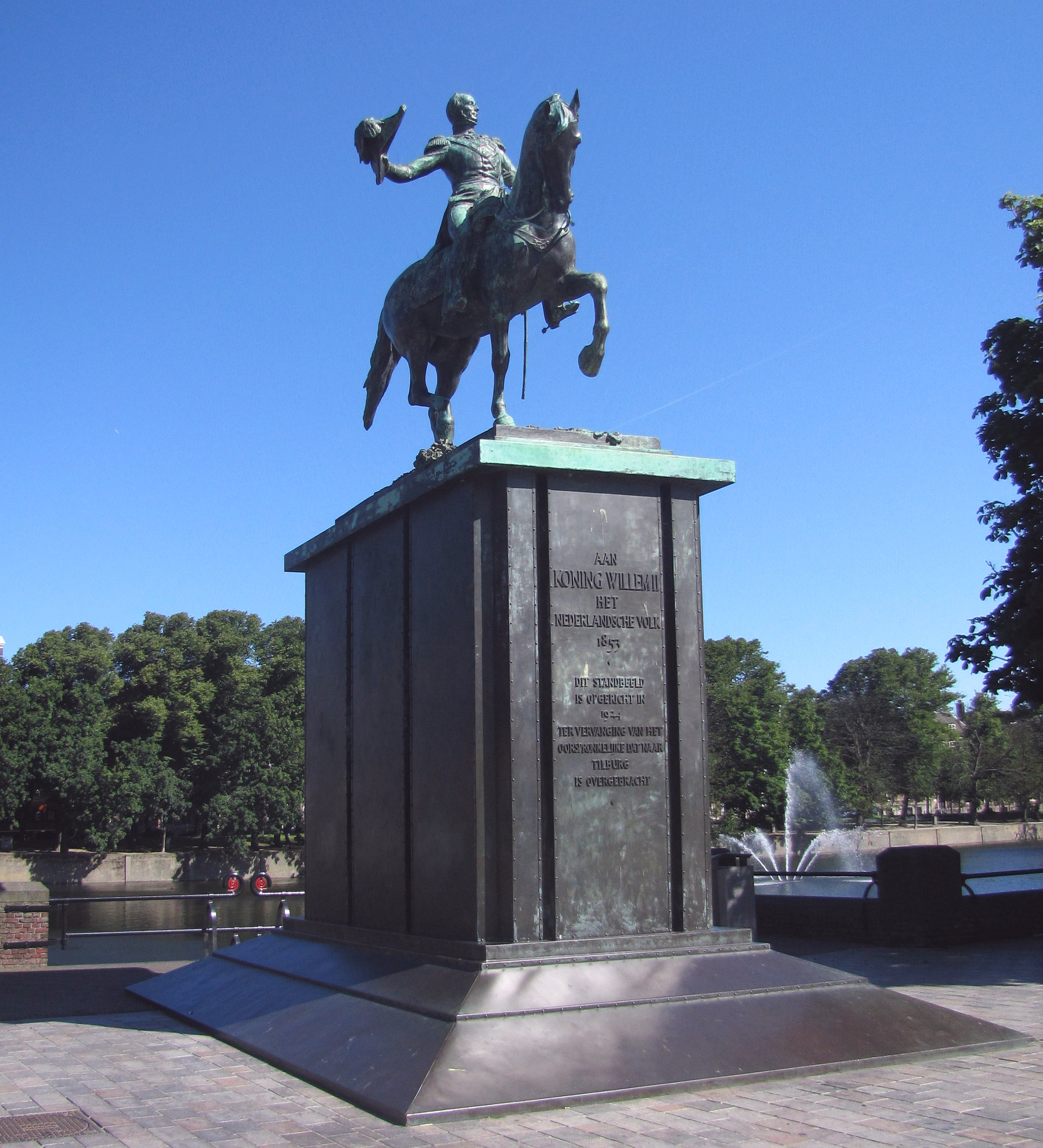
Ruiterstandbeeld Koning Willem II der Nederlanden

Op het Buitenhof wordt in 1865 de 50-jarige herdenking van de Slag bij Waterloo gevierd. Waar nu midden op het plein een fietsenstalling is, staat in die tijd een standbeeld van Koning Willem II. Vanwege de feestelijkheden staan er vier zuilen omheen, versierd met guirlandes.
Willem II wordt gezien als 'held van Waterloo' wegens zijn moedig optreden. Hij raakt daar gewond in de strijd tegen Napoleons leger en zijn paard sneuvelt. Dit paard staat nu opgezet in de Koninklijke Stallen in Den Haag.
Het standbeeld is in 1924 vervangen door het ruiterstandbeeld naast de Hofvijver. Het oorspronkelijke standbeeld staat nu in Tilburg.

#### Kiosk

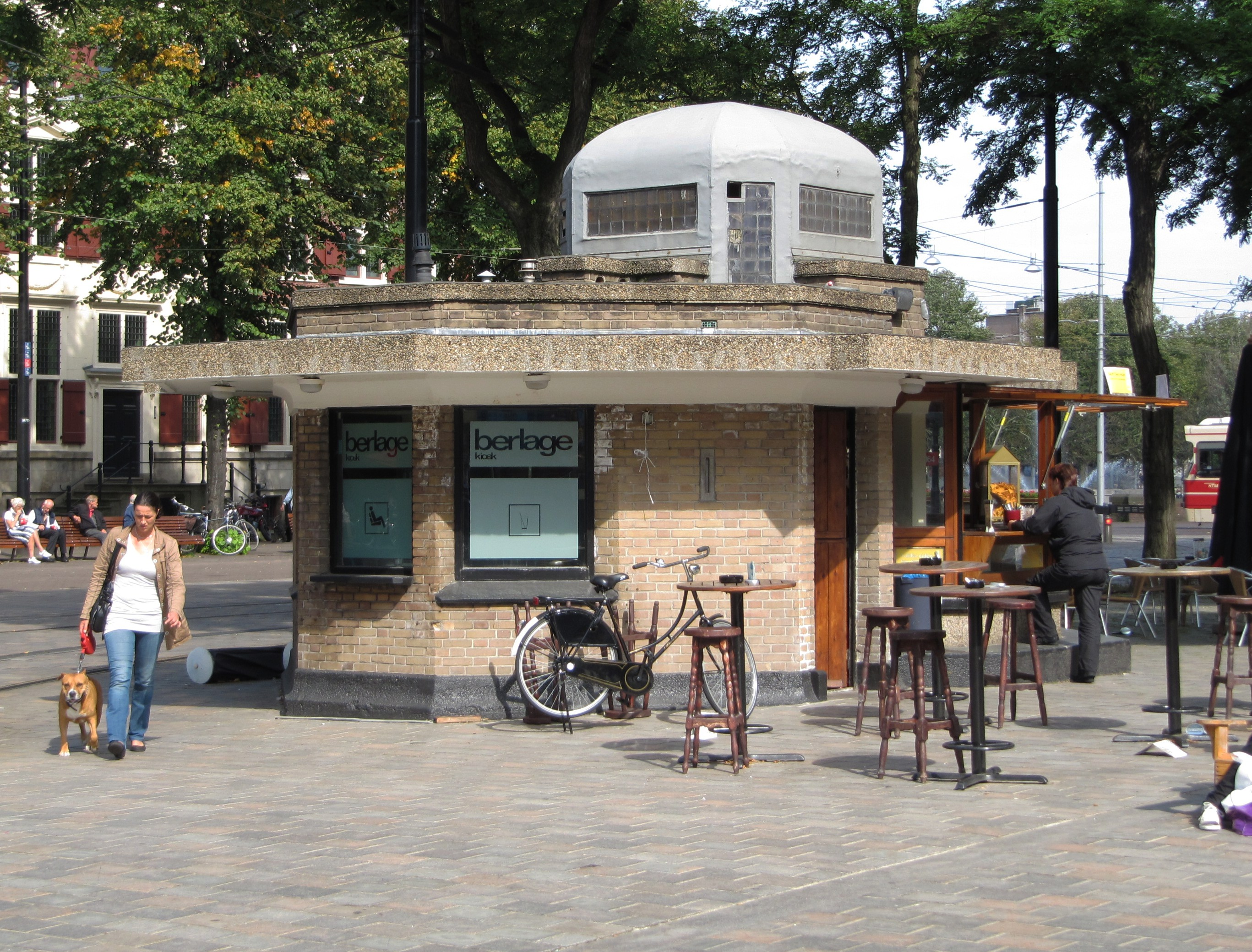
Kiosk van Berlage

Op het plein, aan de kant van Maison de Bonneterie, staat de kiosk, die gebouwd is door Berlage. Tot de jaren '60 werden er kranten en tijdschriften verkocht, vervolgens is het lange tijd een snackbar/automatiek geweest. Het is geen kiosk meer waar men kranten en tijdschriften kan kopen, maar men kan er nu naar binnen om iets te drinken.

## Trivia
- Tot 1912 staat er het huis van Albemarle op het Buitenhof, waar het Ministerie van Buitenlandse Zaken is gevestigd, Dat gebouw moet worden afgebroken en het ministerie verhuist naar het Logement van Amsterdam op het Plein; in 1985 krijgt het ministerie een nieuw gebouw aan de Bezuidenhoutseweg.
- Het Buitenhof wordt in de 16e eeuw ook wel het Nederhoff genoemd, en later ook wel de Voorhoff.
- Midden op het plein was in de jaren 50 en 60 de ingang van een ondergronds openbaar toilet. Dit was tevens de ingang van een schuilkelder. Er is een openbaar toilet in de Biesieklette fietsenstalling, en op uitgaansavonden komt er een urilift omhoog uit de grond.[5]